# Грос-Шенкенберг
Грос-Шенкенберг (нем. Groß Schenkenberg) — община в Германии, в земле Шлезвиг-Гольштейн. 
Входит в состав района Герцогство Лауэнбург. Подчиняется управлению Зандеснебен.  Население составляет 531 человек (на 31 декабря 2010 года). Занимает площадь 6,52 км².